# Kayak aléoute

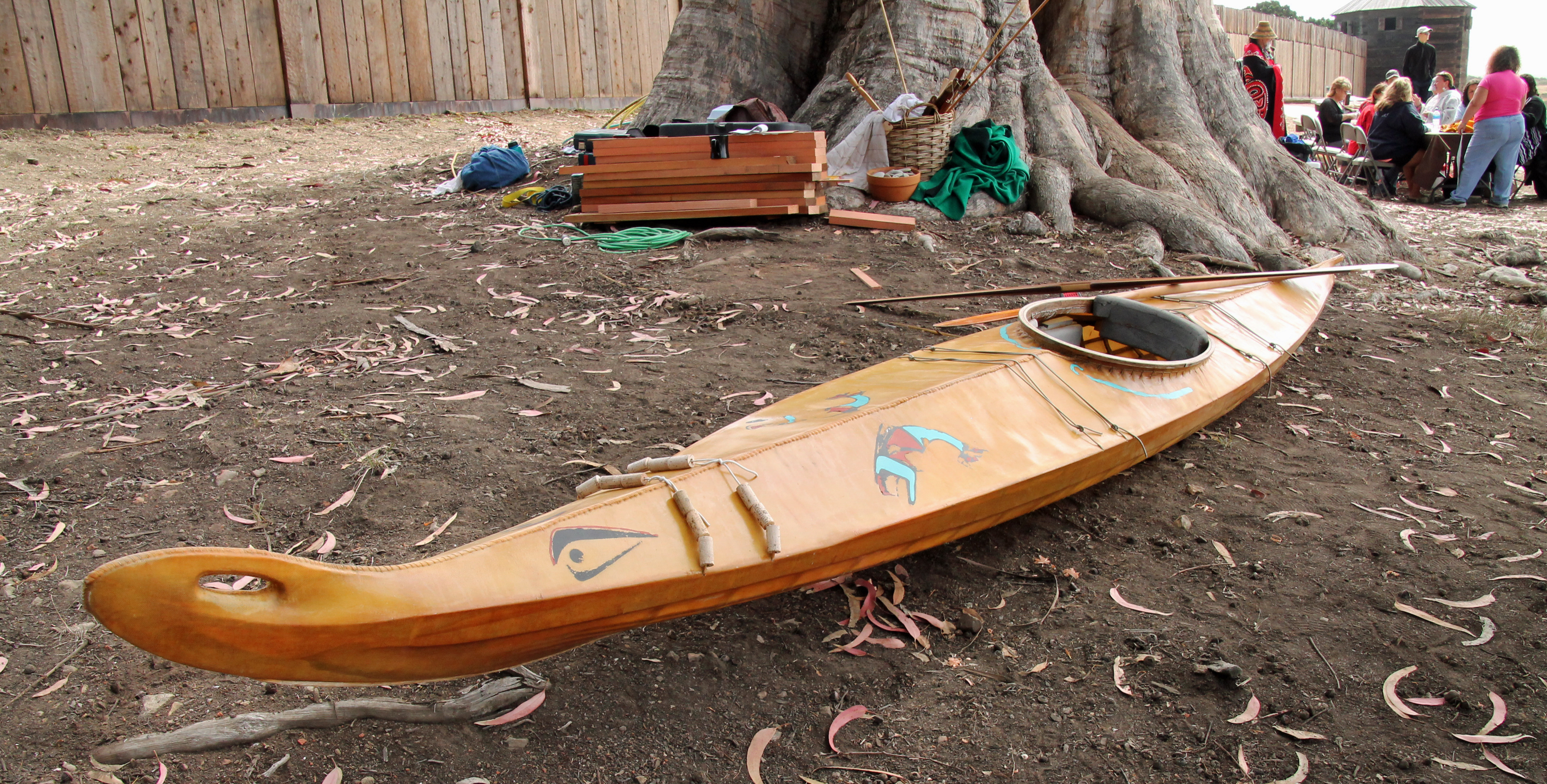
Baidarka moderne.

Un kayak aléoute est un type de kayak traditionnel allant de une à trois places, spécifique aux Aléoutes. Il sert traditionnellement de moyen de transport et de chasse.
Il est parfois appelé baidarka d'après le nom que lui ont donné les colons russes en Alaska qui utilisaient ces embarcations conjointement aux kochs.